# Ernesto Cristaldo
Ernesto Rubén Cristaldo Santa Cruz (Assunção, 16 de março de 1984) é um futebolista profissional paraguaio , medalhista olímpico de prata.

## Carreira
Jogou a maior parte de sua carreira no Cerro Porteño, e teve uma passagem pelo clube argentino Newell's Old Boys. Após jogar a metade da temporada 2011 pelo Sol de América, transferiu-se para o The Strongest, da Bolívia.